# Markfirben
Markfirbenet (latin: Lacerta agilis) er et firben i gruppen øgler. Det er udbredt i store dele af Europa og mod øst til Sibirien. Markfirben er i modsætning til det almindelige firben en fuldstændig ovipar øgle, det vil sige æglæggende. Det kan af og til ses sole sig på sten eller grene i det åbne landskab. Arten er fredet i Danmark 

## Beskrivelse
Markfirbenet er et kraftigt firben, der kan blive op til 28 cm langt. I Danmark dog højst 22 cm og normalt kun 15 - 20 cm.
Vægten opgives til 15 til 20 gram.
Det har fire hornplader mellem øje og næsebor, hvor det almindelige firben kun har tre. Munden er bred og der er små spidse tænder på kæberne. Grundfarven er gråbrun eller grøn, ofte med rækker af sorte pletter. Langs ryggen har det et bånd med små skæl, der er tydeligt mindre end de omgivende. På bugen er hannen lyst grønlig, mens hunnen dér er hvidlig. I parringstiden bliver hannens sider intensivt grønne.

## Økologi
Arten foretrækker varme sydskråninger i grusgrave, men kan også forekomme på jordvolde som jernbaneskråninger, i skovbryn, på sandstrande og heder.
Føden består især af hvirvelløse dyr som græshopper, biller, sommerfuglelarver og spindlere. Det sker, at byttet består af dens egen art.
Arten er æglæggende. Den lægger 5-12 (sjældent op til 17) blødskallede, aflange æg i et hul, som hunnen har gravet i sandet jord. Efter æglægningen tildækkes æggene af hunnen. De klækkes efter 70-80 døgn, alt efter temperaturen.
Blandt prædatorer kan nævnes mange fugle som hejrer og fasaner, pattedyr som grævling og tamkat. Markfirbenet kan afsnøre halen, hvis den føler sig truet. Da halen bevæger sig et stykke tid efter afsnøringen, kan den tjene som lokkemad for en fjende. Den afsnørede hale kan vokse ud igen, dog ikke til fuld længde.
Markfirbenet er i Sverige konstateret at kunne blive mindst 19 år gammel.